# Kiili (plaats)
Kiili is een plaats in de Estlandse gemeente Kiili, provincie Harjumaa. De plaats heeft de status van kleine stad (Estisch: alev). Kiili is de hoofdplaats van de gelijknamige gemeente.

## Bevolking
De plaats had 1497 inwoners op 31 december 2011 en 1841 inwoners op 31 december 2021.

## Geschiedenis
Kiili werd voor het eerst genoemd in 1798 onder de naam Wenekülla. Dat was de Duitse verbastering van het Estische Veneküla, ‘Russendorp’. Aleksandr Mensjikov, die tussen 1712 en 1716 gouverneur-generaal van Estland was, haalde Russische landarbeiders naar Estland om te werken op de landgoederen van Kostivere en Sausti. Veneküla behoorde tot het landgoed van Sausti. Van de Russische afkomst van de bevolking is weinig meer te merken.
In 1977 kreeg Veneküla zijn huidige naam Kiili, naar een vroegere herberg in het dorp. Ook kreeg het dorp de status van ‘vlek’ (Estisch: alevik). In 2008 werd Kiili een ‘kleine stad’ of alev.